# Cattania ardica
Cattania ardica е вид охлюв от семейство Helicidae. Видът е почти застрашен от изчезване.

## Разпространение
Разпространен е в България.